# Cricetide
Cricetidele (Cricetidae) este o familie de mamifere rozătoare din superfamilia Muroidea, având ca tip hârciogul. Acesta familie include hârciogii, șoarecii de câmp, lemingii, șobolanii și șoarecii din Lumea Nouă. Cricetidele sunt răspândiți în întreaga Lumea Nouă, Asia și Europa. Sunt descrise 112 de genuri,  580 de specii, clasificate în 5 subfamilii existente: Arvicolinae,  Cricetinae, Neotominae, Sigmodontinae, Tylomyinae și o familie extinsă, Democricetodontinae.

## Descrierea
Sunt rozătoare de talie mică. Lungimea corpului de la 5 cm la hamsterii pitici (Baiomys) până la 40 cm la bizam (Ondatra zibethicus). În cadrul familiei, se pot distinge trei grupuri de specii după dimensiuni: mici, cu o lungime a corpului de 5-14 cm, mijlocii – de 15-25 cm, mari – de 26-40 cm.
Coada, în majoritatea cazurilor, mai scurtă decât corpul (adesea mai scurtă decât jumătatea corpului) și acoperită de obicei cu peri rari. La unele specii perii de pe coadă sunt destul de deși și formează la vârful ei un smoc de peri (de ex. la șoarecele scurmător).
Membrele posterioare mai lungi decât cele anterioare, dar diferența în lungimea lor este mică. Doar la câteva specii membrele posterioare sunt foarte mult alungite și aspectul acestor animale seamănă cu cel al șoarecilor săritori (Dipodidae).
Membrele sunt pentadactile (cu cinci degete). Degetele prevăzute cu gheare puternice. La formele acvatice pe picioarele posterioare între degetele se află membrane înotătoare.
Formele subterane, bune săpătoare, au un aspect talpoid (de cârtițe): corpul cilindric cu gâtul scurt și aproape neobservat din exterior.
Blana la cele mai multe specii este deasă și moale. Culoarea blănii este de obicei monotonă, pe spate de la brun-deschisă la brun-închisă. Abdomenul de obicei este mai deschis decât spatele. Uneori, pe mijlocul spatelui trece o dungă longitudinală de culoare închisă. Pe spate sau pe partea anterioară a corpului pot fi pete de culoare închisă și deschisă.
Forma craniului este foarte variabilă. Arcurile zigomatice sunt de obicei mici, uniform rotunjite. Procesele postorbitale ale oaselor frontale sunt absente. Creasta sagitală se întâlnește rar. Foramenul infraorbital are partea superioară rotunjită, prin care trece mușchiul maseter, și partea inferioară îngustă prin care nervul. Bulele timpanice osoase de dimensiuni diferite; ele sunt adesea foarte mari.
Formula dentară: 1•0•0•3/1•0•0•3 x 2 = 16. Coroanele molarilor pot fi joase sau înalte. Suprafața de masticație a molarilor sunt tuberculoase sau tuberculo-crestate. Se întâlnesc, de asemenea, și molari prismatici, la care tuberculii s-au transformat în coloane mici de dentină sudate între ele, unele dintre care au o formă de prisme triedrice.
Scheletul se caracterizează prin sudarea tibiei și peroneului în părțile inferioare.
Cariotipul (numărul de cromozomi diploizi) este de la 17 (Microtus oregoni) și 18 (Necromys urichi) până la 66 (Oryzomys) și 72 (Tatera indica).

## Răspândirea geografică
Cricetidele sunt răspândite pe tot globul, cu excepția Antarcticii, unor insule arctice - Irlanda, Islanda, precum și în regiunea Australo-Malaeziană.
În România, reprezentanții acestei familii se găsesc în întreaga țară.

## Habitat
Populează biotopuri foarte variate, de la tundră până în zona subnivală (= înzăpezită) din munți, urca în Anzi până la o înălțime de 5500 m, în Pamir și Tibet până la 4000 m deasupra nivelului mării.

## Comportament
Majoritatea speciilor duc o viață galericoiă. Unele s-au adaptat la viața subterană, altele la viața semisubterană sau semiacvatică. Unele specii  sunt bune alergătoare, altele sunt cățărătoare, iar câteva bune înotătoare.
Populațiile multor specii prezintă fluctuații ciclice mari, din punct de vedere numeric, cu o periodicitate variabilă, după specie.
Unele specii migrează parcurgând distanțe mari.

## Hrana
Se hrănesc cu vegetale, consumând rădăcinile, tulpinile, frunzele, fructele și semințele multor specii de plante, unele consumă și insecte.
Unele specii fac rezerve de hrană, uneori în cantități mari, în camere speciale ale galeriei.

## Reproducerea
În părțile de sud ale arealului reprezentanții familiei se reproduc pe tot parcursul anului, iar în părțile de nord, reproducerea este de regulă sezonieră.  
Gestația durează 17-33 zile, după care femelele nasc 1-18 pui.
Maturitatea sexuală la unele specii este atinsă la vârsta de 42-49 de zile, uneori chiar mai devreme.
Longevitatea la multe specii este de numai 1-2 ani sau mai puțin.

## Importanța practică
Unele specii sunt rezervorul și vectorul unor agenți patogeni care pot provoca boli grave (tularemia, ciuma, leptospiroza etc.) atât omului, cât și animalelor domestice.
Mai multe specii aduc pagube importante agriculturii și silviculturii.
Câteva specii au importantă economică, fiind vânate sau crescute pentru blana lor. (de exemplu, bizamul). Bizamul este un exemplu de aclimatizare cu succes a unor noi specii de mamifere pe teritoriul vast al mai multor țări, care se află în afara arealelor lor naturale.